# Günther Willms
Pour les articles homonymes, voir Willms.
Günther Willms (* le 25 février 1912 à Duisbourg ; † le 3 octobre 1998 à Ettlingen), est un juriste allemand travaillant dans les hautes autorités judiciaires et avec les juges fédéraux.

## Biographie
La famille est originaire de Westphalie ; son père travaille comme conseiller d'études jusqu'à son licenciement pour des motifs politiques. Après avoir fréquenté le gymnasium humaniste de Fulda, Günther Willms étudie le droit de 1930 jusqu'à 1933 à Munich, Bonn, Marbourg et Francfort. Après la formation de stagiaire, il est assesseur à Cassel, à Fulda, à Hanau et à Aschaffenbourg. En 1934 il est rayé de la liste provisoire des écrivains et doit se limiter aux travaux journalistiques occasionnels qu'il rédige fréquemment avec Fritz Maubach et publie principalement dans la Frankfurter Zeitung. Il est officier de réserve pendant la Seconde Guerre mondiale qu’il termine comme capitaine. Depuis 1938 il travaille au service judiciaire et dès 1951 comme haut fonctionnaire dans les services administratifs fédéraux. De 1953 jusqu'à 1980 il est juge à la cour de cassation.
Il est membre de la KStV Frankonia-Straßburg Frankfurt am Main (de), une corporation étudiante catholique de la katholische Studentenverbindung (de).